# Чемпионат мира по шоссейным велогонкам 1937
17-й чемпионат мира по шоссейному велоспорту проходил в столице Дании городе Копенгаген 23—24 августа 1937 года. Чемпионом мира среди профессионалов стал бельгиец Элой Мёленберг.

## Детали
Чемпионат мира 1937 года прошел в Копенгагене, это было в третий раз когда чемпионат проходил в столице Дании (1921, 1931, 1937). В нём участвовало 88 велогонщиков, включая 34 профессионалов и 54 любителя. Профессионалам предстояло преодолеть дистанцию в 297,5 км, а любителям в 204 км.
Среди профессионалов победу одержал бельгиец Элой Мёленберг, он опередил немца Эмиля Киевски и швейцарца Пауля Эгли. Действующий чемпион мира француз Антонен Мань сошёл с дистанции и не финишировал. Из 34 стартовавших в гонке, финишировали 8 велогонщиков.
Среди любителей победу одержал итальянец Адольфо Леони опередив датчанина Фроде Сёренсена и немца Фрица Шеллера. Из 54 стартовавших в гонке, финишировали 24 велогонщика.

## Программа чемпионата
| Дата            | Дисциплина              | Маршрут                 | Дистанция       |
| Групповые гонки | Групповые гонки         | Групповые гонки         | Групповые гонки |
| --------------- | ----------------------- | ----------------------- | --------------- |
| 23 августа      | Мужчины — Профессионалы | Копенгаген — Копенгаген | 297,5 км        |
| 24 августа      | Мужчины — Любители      | Копенгаген — Копенгаген | 204 км          |

## Призёры
Согласно: 
| Велогонка     | Золото                   | Золото   | Серебро                             | Серебро | Бронза                            | Бронза  |
| ------------- | ------------------------ | -------- | ----------------------------------- | ------- | --------------------------------- | ------- |
| Мужчины       |                          |          |                                     |         |                                   |         |
| Профессионалы | Элой Мёленберг · Бельгия | 7ч59'48" | Эмиль Киевски · Нацистская Германия | + 0'00" | Пауль Эгли · Швейцария            | + 0'00" |
| Любители      | Адольфо Леони · Италия   | 5ч48'20" | Фроде Сёренсен · Дания              | + 0'00" | Фриц Шеллер · Нацистская Германия | + 0'00" |

## Медальный зачёт
*   Принимающая страна (Дания)
| Место          | Страна              | Золото | Серебро | Бронза | Всего |
| -------------- | ------------------- | ------ | ------- | ------ | ----- |
| 1              | Бельгия             | 1      | 0       | 0      | 1     |
| 1              | Италия              | 1      | 0       | 0      | 1     |
| 3              | Нацистская Германия | 0      | 1       | 1      | 2     |
| 4              | Дания*              | 0      | 1       | 0      | 1     |
| 5              | Швейцария           | 0      | 0       | 1      | 1     |
| Всего стран: 5 | Всего стран: 5      | 2      | 2       | 2      | 6     |